# Pintalia germana
Pintalia germana är en insektsart som först beskrevs av Fowler 1904.  Pintalia germana ingår i släktet Pintalia och familjen kilstritar. Inga underarter finns listade i Catalogue of Life.